# 博尔杰托
博尔杰托（義大利語：Borgetto），是意大利西西里大区巴勒莫广域市的一个市镇。总面积25平方公里，人口7097人，人口密度283.9人/平方公里（2009年）。ISTAT代码为082013。